# صوفین زابوب
صوفین زابوب (انگلیسی: Sofiene Zaaboub؛ زادهٔ ۲۳ ژانویهٔ ۱۹۸۳) بازیکن فوتبال اهل فرانسه است.
از باشگاه‌هایی که در آن بازی کرده‌است می‌توان به باشگاه فوتبال والسال، باشگاه فوتبال سوئیندون تاون، باشگاه فوتبال ساوتند یونایتد، باشگاه فوتبال مودنا، باشگاه فوتبال سن-اتین، و باشگاه فوتبال وفاق سطیف اشاره کرد.